# Buhaiivka, Hlobîne
Buhaiivka (în ucraineană Бугаївка) este o comună în raionul Hlobîne, regiunea Poltava, Ucraina, formată numai din satul de reședință.

## Demografie
Componența lingvistică a comunei Buhaiivka
     Ucraineană (97,47%)
     Rusă (2,16%)
     Alte limbi (0,18%)
Conform recensământului din 2001, majoritatea populației comunei Buhaiivka era vorbitoare de ucraineană (97,47%), existând în minoritate și vorbitori de rusă (2,16%).